# Albert Montmerot
Albert Montmerot est un peintre paysagiste français du Morvan, né le 22 décembre 1902 à Autun et décédé de la tuberculose à Couches le 15 juin 1942.

## Biographie
Né à Autun le 22 décembre 1902 au 22 rue de l'Arbalète (une plaque commémorative est posée sur la maison) dans une famille de menuisiers. Il se révèle brillant élève mais délaisse les études et commence à peindre en 1919, avec Louis Charlot comme ami et mentor.
En 1927, il s'installe à Paris où il fréquente Montparnasse. En 1932, il se retire définitivement à Autun et mène une vie bohème, peignant  nus, paysages et portraits dont il abreuve les cafés, hôtels-restaurants locaux qui sont ses lieux de perdition favoris, ainsi que la maison de tolérance (rue Changarnier).Quand cette dernière est rasée, bien après sa mort, les toiles sont détruites ou perdues.
Il expose au Salon d'automne en 1923 et 1926, au Salon des indépendants en 1921, 1922 et 1924. En 1930, il expose à Buenos Aires avec d'autres artistes français. Après 1932, il se cantonne à sa Bourgogne natale, et expose à Dijon et à Autun.
La guerre et son cortège de disettes le rejoignent. Affaibli par une vie désordonnée, il est emporté par la tuberculose au sanatorium de Mardor (Couches). Il est inhumé à Autun, où une promenade porte son nom, au bord de l'Arroux et de sites antiques,.
Une association « Les amis d'Albert Montmerot » s'est créée à Autun et a organisé deux expositions des œuvres du peintre, en 2002 et en 2011.

## Œuvres en collection publique
Le musée Rolin d'Autun conserve dix huiles sur toile de Montmerot :
- Portrait de la mère de l'artiste, 1923.
- Autoportrait, 1924.
- Vue sur la campagne autunoise (des hauteurs de Couhard), 1926.
- Portrait de Berthe Rolland, 1929.
- Paysage des bords de l'Arroux, 1931.
- Autun sous la neige : place du Champ de Mars, 1935.
- Portrait de Charles Gaunet, 1939.
- Jeune accordéoniste, sans date.
- Portrait de Coco, frère de l'artiste, sans date.
- Portrait d'Emile Montmerot, père de l'artiste, sans date.

Le Musée des Ursulines de Mâcon conserve une autre huile sur toile :
- La pause des débardeurs, 1939[5].

Œuvres d'Albert Montmerot conservées au musée Rolin.
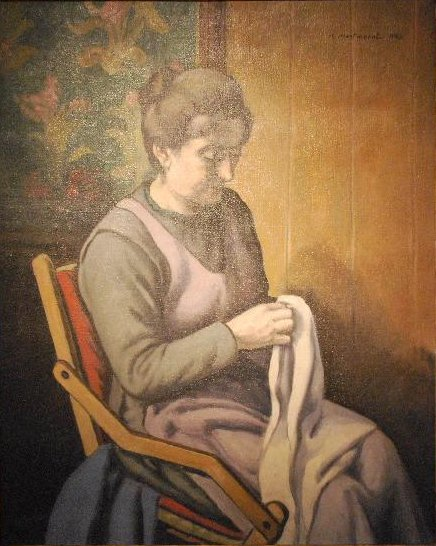
Portrait de la mère de l'artiste (Mélanie Kerdalot), 1923.
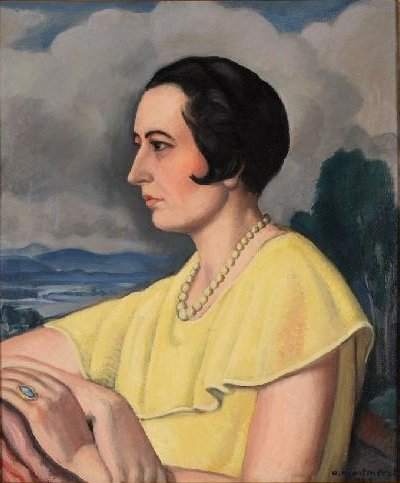
Portrait de Berthe Rolland, épouse Devoucoux, 1929.
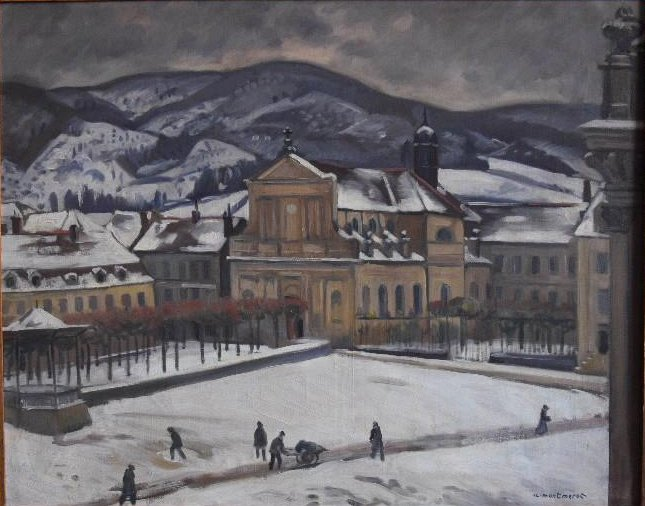
Autun sous la neige : place du Champ de Mars, c. 1930.
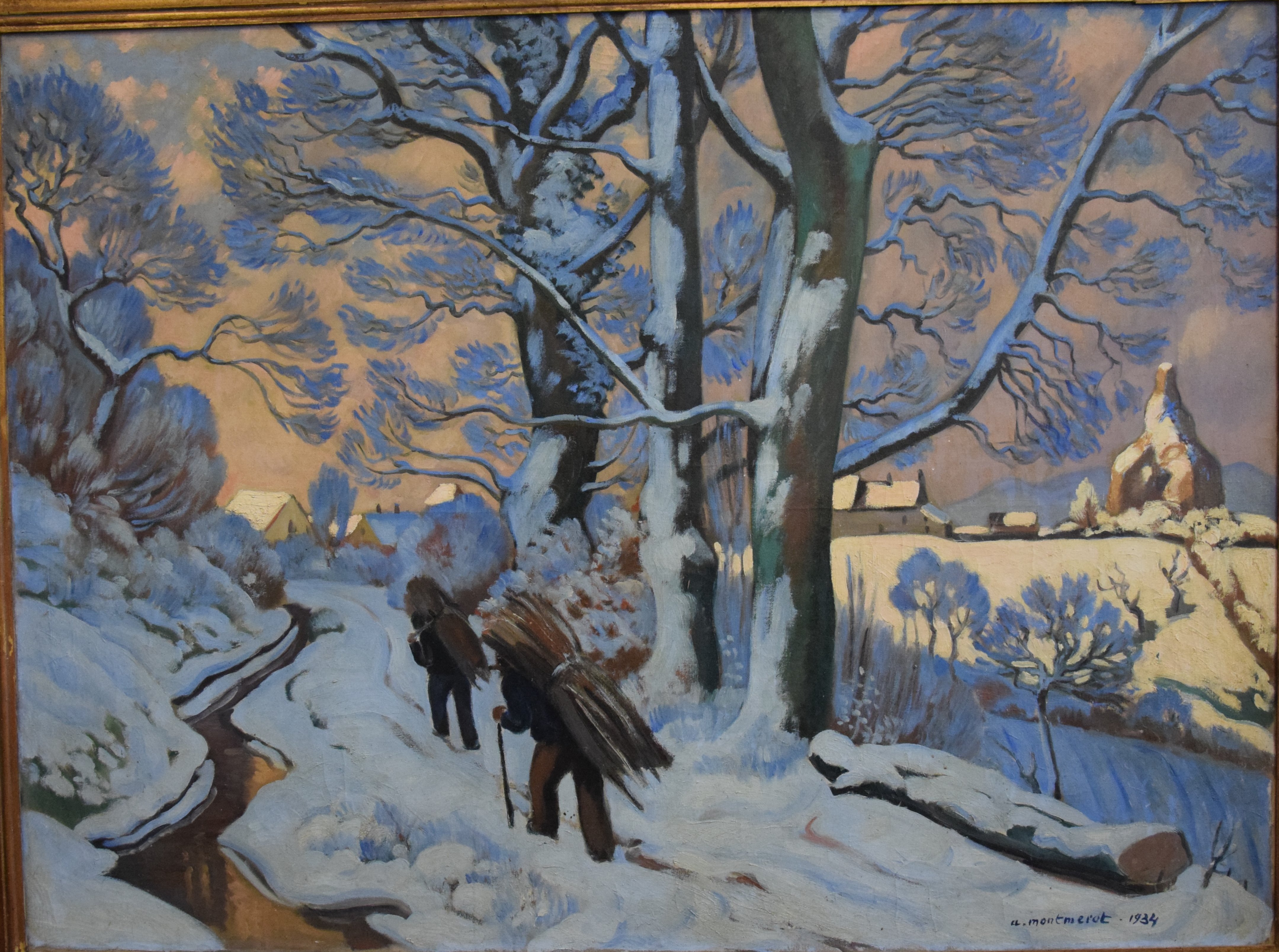
Neige à Couhard, 1934.